# Vlaamse Schouwburg

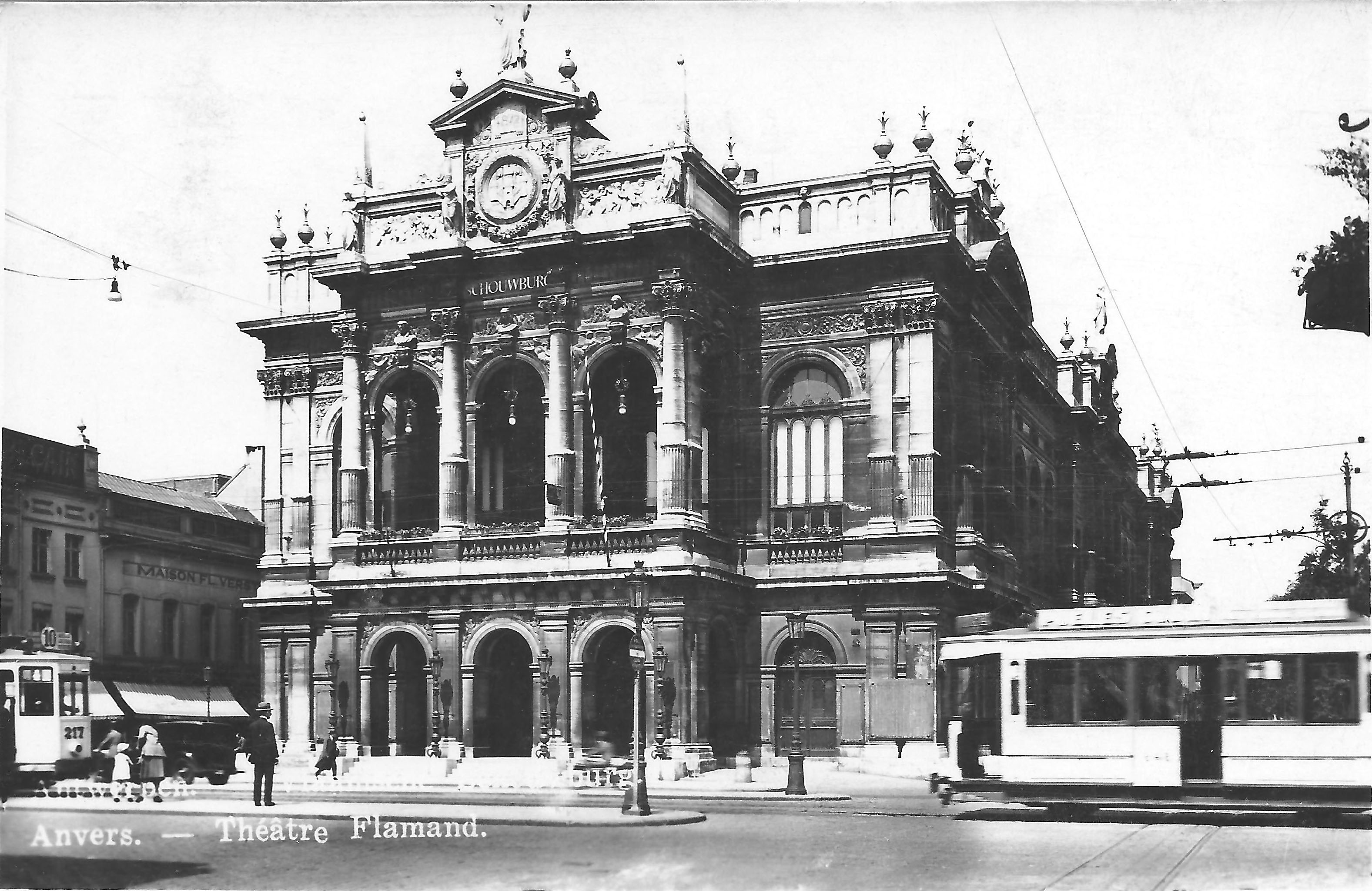
Flämisches Theater „Vlaamse schouwburg“ in Antwerpen

Die Vlaamse Schouwburg war das Stadttheater, das 1874 nach Entwürfen des Antwerpener Stadtarchitekten, Pieter Jan Auguste Dens (1819–1901) im Stil der flämischen Neorenaissance an der Kipdorp-Brücke in Antwerpen erbaut wurde und wo das 1874 gegründete Antwerpener Koninklijke Nederlandse Schouwburg (deutsch: „Königlich Niederländisches Theater“) auftrat. 1958 wurde das Theatergebäude abgebrochen.